# Месечева бета
Месечева или мирољубива бета (лат. Betta imbellis) је врста рибе из рода бета.

## Станиште
Насељава исте воде као и риба борац, што значи да живи у водама Тајланда, Кампучије, Вијетнама и Малаје.

## Узгој
Ова врста није омиљена међу акваристима због свог кратког живота. Наиме, живи само годину дана. Најчешћи мотив гајења је због укрштања са борцем, јер се добија успешан и плодан хибрид. Ова врста може да се укршта и са смарагдном бетом, али не толико успешно.